# Holt County (Missouri)
Holt County is een county in de Amerikaanse staat Missouri.
De county heeft een landoppervlakte van 1.196 km² en telt 5.351 inwoners (volkstelling 2000). De hoofdplaats is Oregon.